# Polibotes

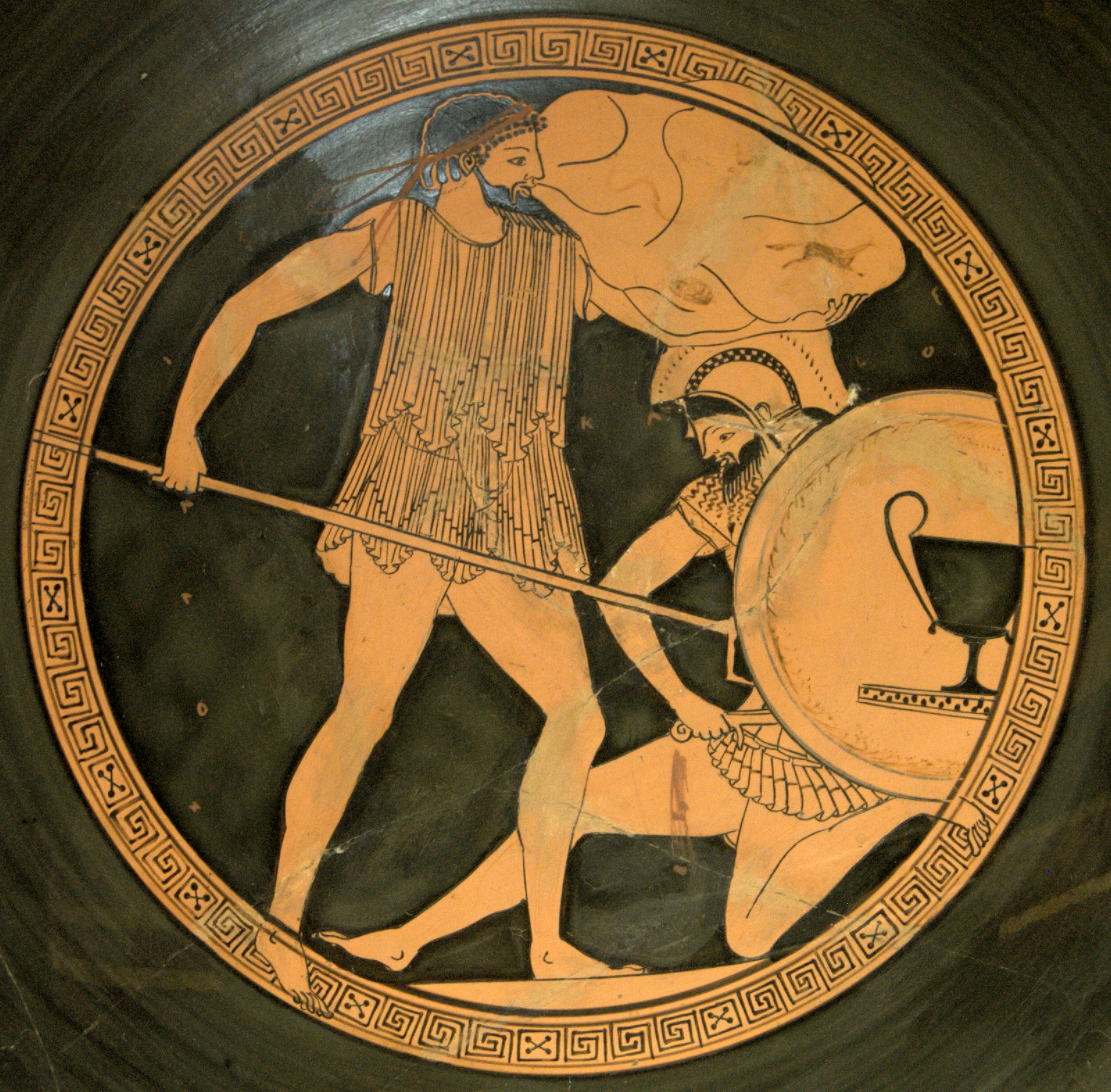
Posidó lluitant contra Polibotes (copa àtica, circa 475-470 aC., descoberta a Vulci, Etrúria).

Polibotes (en grec antic: Πολυβώτης) va ser, segons la mitologia grega, un gegant, fill d'Urà i de Gea.
Va lluitar contra els déus en la revolta dels gegants, la Gigantomàquia, i Posidó, el va perseguir a través del mar fins que va arribar a l'illa de Cos. Posidó va arrencar un tros d'illa, ara l'escull anomenat Nísiros, entre Cos i Rodes, i el va sepultar. Pausànias diu que prop del temple de Demèter, a Atenes, hi havia una estàtua de Posidó a cavall, enviant la seva llança contra Polibotes.